# ویتافرین ای
ویتافرین آ (به انگلیسی: Withaferin A) یک ترکیب شیمیایی با شناسه پاب‌کم ۲۶۵۲۳۷ است.